# 吉橋計
吉橋 計（よしはし けい、1932年7月31日 - 没年不明）は、日本の実業家、馬主。
不動産業などを手掛けた株式会社フォンテンの代表取締役社長を務めていた。

## 経歴・人物
1932年、千葉県出身。1952年に日本大学法学部を中退。1956年にゴルト総業株式会社を設立、後に株式会社フォンテンに改称。同社は競走馬、不動産売買、電気製品・貴金属の卸売といった事業を手掛けた。1963年より千葉新聞社取締役、1966年より京葉綜合調査研究所所長。1968年には家畜商免許を取得。没年月日は不詳だが、2021年時点で数年前に亡くなっているとされている。
趣味は競馬、飲み歩きと食べ歩き。妻とは1958年に死別している。

### 不祥事
1982年11月26日朝、都内の悪質な金融業者が一斉摘発・出資の受入れ、預り金及び金利等の取締りに関する法律（出資法）違反の疑いで家宅捜索を受け、吉橋の経営していた金融業「丸計商会」もその対象となった。丸計商会は資金繰りに苦しむフランス料理店に目を付け14億488万円を貸し付け、法定利息を大きく上回る約7千400万円もの利息を取り、取り立ての際に脅迫行為を行っていた。この件により、吉橋はフランス料理店の経営者によって私文書偽造の疑いで築地警察署へ告訴されている。

## 馬主活動

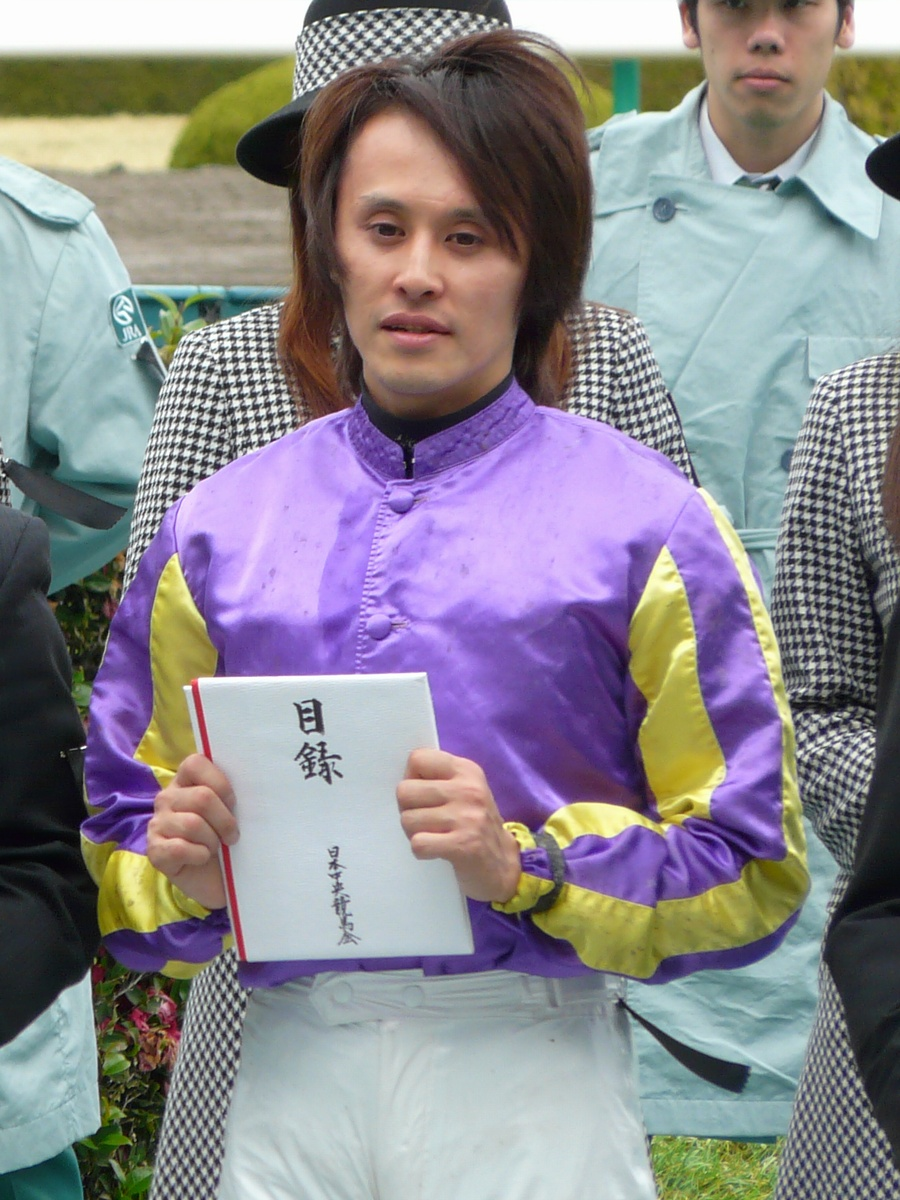
吉橋の勝負服を着用した江田勇亮

日本中央競馬会（JRA）および地方競馬全国協会（NAR）に登録していた馬主として知られた。勝負服の柄は紫、袖黄縦縞。冠名には、自身が株主を務めていた錦糸町にあったというキャバレー・「グランド・フォンテン」の店名より「フォンテン」を用いた。競馬新聞の「勝馬」の運営会社の顧問でもあった。
次男の興生（こうせい、1956年6月4日生）も馬主となっており、冠名「フォンテン」や勝負服を父から引き継いでいる。主な所有馬には2021年に川崎記念、かしわ記念を制したカジノフォンテンがいる。

## 主な所有馬

### GⅠ競走優勝馬
- ゴーカイ（1999年東京オータムジャンプ、2000年中山グランドジャンプ、東京ハイジャンプ、2001年中山グランドジャンプ）

### 重賞競走優勝馬
- アイエルオー（1965年東京障害特別・秋）
- ホワイトフォンテン（1975年日本経済賞、毎日王冠、1976年アメリカジョッキークラブカップ、日本経済賞）
- プラトーフォンテン（1980年東京障害特別・秋、1981年東京障害特別・春）
- ジーナフォンテン（2000年若葉賞【上山】、若駒賞【上山】、2002年スパーキングレディーカップ、2003年エンプレス杯、2005年報知グランプリカップ、TCKディスタフ）
- バローネフォンテン（2005年東京オータムジャンプ）
- オープンガーデン（2011年阪神スプリングジャンプ）